# Джамель Хаймуді
Джамель Хаймуді (араб. جمال حيمودي; нар. 10 грудня 1970 року, Оран, Алжир) — алжирський футбольний арбітр. З 2004 року арбітр ФІФА.
Працював на Кубку африканських націй 2008, молодіжному чемпіонаті світу 2011 та Кубку африканських націй 2012. Також працював на матчах Ліги чемпіонів КАФ і на матчах кваліфікації до чемпіонатів світу. Працює на чемпіонаті світу 2014 у Бразилії.